# Upaix
Upaix ist eine französische Gemeinde im  Département Hautes-Alpes in der Region Provence-Alpes-Côte d’Azur. Sie gehört zum Kanton Laragne-Montéglin im Arrondissement Gap.

## Geographie
Die Gemeinde Upaix liegt auf 720 m über dem Meer an der Durance und dem parallel verlaufenden Canal EDF. An der nordöstlichen Gemeindegrenze verläuft der Durance-Zufluss Beynon. Upaix grenzt im Norden an Ventavon, im Osten an Thèze und Sigoyer, beide im Département Alpes-de-Haute-Provence, im Süden an Le Poët und Mison, die letztgenannte Gemeinde im Département Alpes-de-Haute-Provence sowie im Westen an Laragne-Montéglin und Lazer.

## Geschichte
Von Upaix sind frühere Ortsnamen bekannt: Upaga (739), Upsal (1241), Castrum de Upaysio (1262).

### Bevölkerungsentwicklung
| Jahr      | 1962 | 1968 | 1975 | 1982 | 1990 | 1999 | 2006 | 2012 | 2018 |
| --------- | ---- | ---- | ---- | ---- | ---- | ---- | ---- | ---- | ---- |
| Einwohner | 324  | 328  | 331  | 284  | 359  | 376  | 400  | 431  | 454  |

## Sehenswürdigkeiten
- Altes Schloss, Monument historique
- Kirche Nativité-de-Notre-Dame-d’Upaix (Mariä Geburt), Monument historique

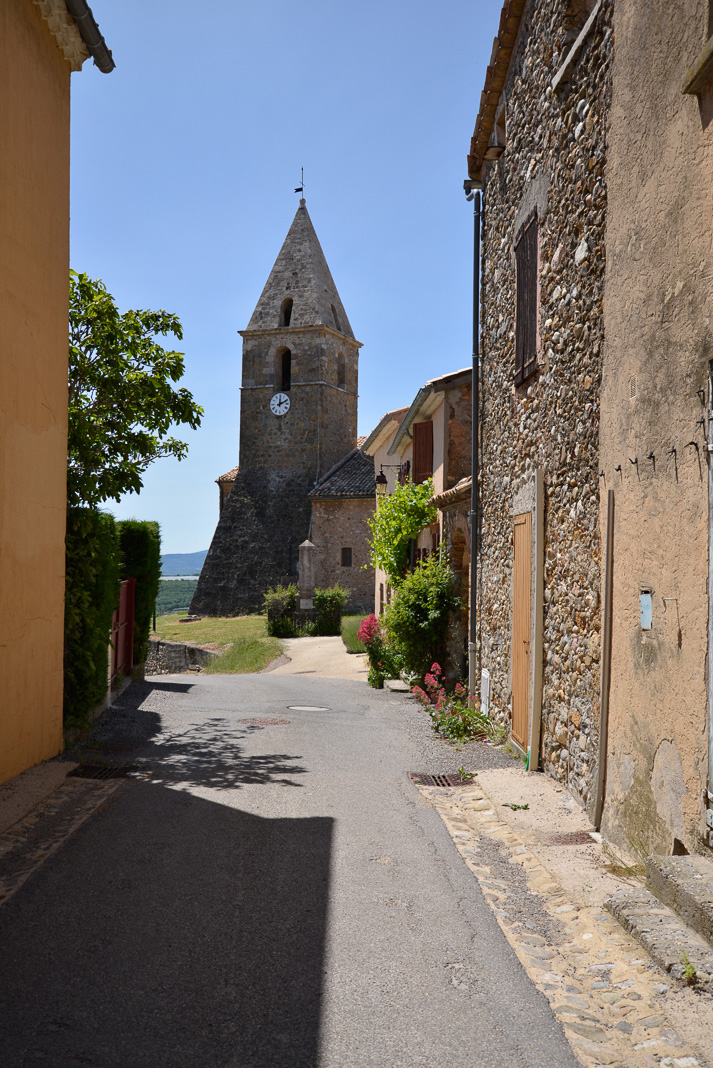
Kirche Mariä Geburt